# 進一步多媒體
進一步多媒體有限公司，是香港的獨立出版社，成立於1997年6月，於2024年5月8日結業。出版社成立初期，由記者江瓊珠主理，時任樂施會副總幹事莊陳有出任社長。第一本出版的書是江瓊珠撰寫的《從米蘭到鑽石山》（1997），而最後一本出版的書是香港民主派學者戴耀廷撰寫的《愛與和平：未完的抗爭之旅》（2020年），27年間共有166項出版物。
2024年5月13日，時任社長丁南僑公佈出版社已於2024年5月8日結業，表示「這些文字，就算是進一步不復存在，也會留存在我城的記憶之中——只要我們當中有人沒有遺忘。」。
在出版社曾經出版的書中，楊漪珊撰寫的寫實小說《等候董建華發落》曾被導演邱禮濤拍為同名電影，由一百年電影有限公司出品，2001年在香港上映，當時票房約18萬港元。